# Myomyrus macrops
Myomyrus macrops (лат.) — вид пресноводных лучепёрых рыб из семейства мормировых отряда араванообразных. Распространён в водоёмах тропической Африки (бассейн реки Конго на территории Демократической Республики Конго и Камеруне).
Длина тела до 25 см. Хвостовой стебель узкий, хвостовой плавник глубоко раздвоен. На языке и парасфеноиде имеются зубы. Спинной плавник тянется примерно от середины спины до хвостового стебля. Рыло притупленное. Имеет крупный мозжечок.
Питается мелкими беспозвоночными, обитающими в иле. Для ориентирования в пространстве, поисков корма и обнаружения хищников использует собственное электрическое поле, которое генерируется мышцами. Международный союз охраны природы присвоил виду охранный статус «Вызывающий наименьшие опасения».